# 包龙军
包龙军（1972年2月8日—），内蒙古自治区兴安盟乌兰浩特市人，生于内蒙古扎赉特旗，维权人士，维权律师王宇的丈夫。
2008年因与妻子王宇及陷害入狱而开始参与维权活动，曾发起公民建议书反对新民诉法。2014年7月3日，他以公民代理的身份参与房山刘惠珍案时因抗议房山区法院安检人员手检乱摸、乱抓，被殴打后强行带进法院、被戴手铐、被关铁笼子酷刑虐待，不让吃饭，被关押虐待了7个半小时。
2015年7月9日，在首都机场和儿子包卓轩被公安抓捕，同日，其妻王宇律师也被抓捕，夫妻二人被监视居住半年。2016年1月8日被批准逮捕，现在被拘押在天津市第二看守所。
BBC報道，2015年7月9日凌晨，王宇被人帶走，一家三口都失蹤；上百位中國律師發表嚴正聲明譴責警方，民間發起公民連署救援；在王宇後的48小時內，中共當局大規模抓捕維權律師、人權捍衛者，已逾57位被失蹤、傳喚、限制人身自由、約談，數字仍攀升中，維權網11日向聯合國、國際人權機構、各國政府發出「關注人權危機」的緊急呼籲。

## 維權辯護與失蹤
2015年7月10日，因中國709「維權律師」大抓捕事件被刑拘。随后被监视居住。
2016年1月8日，被逮捕，涉嫌罪名：煽动颠覆国家政权，现关押在天津市第二看守所。